# Alysicarpus hendersonii
Alysicarpus hendersonii är en ärtväxtart som beskrevs av Anton Karl Schindler. Alysicarpus hendersonii ingår i släktet Alysicarpus och familjen ärtväxter. Inga underarter finns listade i Catalogue of Life.